# Hersilia xieae
Espèce
Hersilia xieae est une espèce d'araignées aranéomorphes de la famille des Hersiliidae.

## Distribution
Cette espèce est endémique de Chine. Elle se rencontre au Hunan et au Hubei.

## Description
La femelle holotype mesure 4,90 mm.
Les mâles mesurent de 3,81 à 3,89 mm et les femelles de 3,15 à 5,11 mm.

## Étymologie
Cette espèce est nommée en l'honneur de Li-ping Xie.

## Publication originale
- Yin, Peng, Yan, Bao, Xu, Tang, Zhou, & Liu, 2012 : Fauna Hunan: Araneae in Hunan, China. Hunan Science and Technology Press, Changsha, p. 1-1590.